# Carl Stalling
Carl William Stalling (Lexington, 10 novembre 1891 – Los Angeles, 29 novembre 1972) è stato un compositore statunitense.
Divenne particolarmente conosciuto per la sua collaborazione con la Warner Bros. per i Looney Tunes e con Walt Disney.

## Biografia
Iniziò a suonare il pianoforte all'età di sei anni; a 12 divenne pianista di accompagnamento per i film muti, ma presto formò un'orchestra con cui inizia ad esibirsi.
Durante uno spettacolo a Kansas City conobbe Walt Disney, che gli propose di scrivere le musiche per alcuni cartoni animati, tra cui le celebri Sinfonie allegre.
Dopo due anni di lavoro con Disney, nel 1936 passò alla Warner Bros., dove tra le tante musiche scrisse anche quella che ancora oggi accompagna i cartoni animati dei Looney Tunes.
Nel 1957 si ritirò dall'attività.
Le sue musiche sono state ristampate in due cd nel 1990 e nel 1995.

## Premi
- Windsor McCay Award (1968)